# 粗头棘胎鳚
粗頭棘胎鳚（學名：Acanthemblemaria aspera），為輻鰭魚綱鳚形目煙管鳚科棘胎鳚屬的一種，分布於中西大西洋哥倫比亞至委內瑞拉海域，深度0至10公尺，本魚體延長、短鈍頭，吻部有小尖刺，眼後有2簇3-5根刺，眼睛上方有1對分支觸鬚，鼻觸鬚有2-3個尖端，口腔頂部側面有多排發育良好的牙齒，背鰭棘部與軟條之間有一缺口，雄魚無色至深色，頭後部和身體前部有許多小黑點，背部前部發白，在第3至第4硬棘之間有一個眼斑，雌性通常呈黃色，下巴和喉嚨下方有3條細線，鰓蓋和胸鰭基部有暗斑，沿背鰭基部有12-14個，沿臀鰭有10個，背鰭硬棘21-23枚、背鰭軟條12-14枚、臀鰭硬棘2枚、臀鰭軟條21-25枚，體長可達4.1公分，棲息在珊瑚礁區的洞穴中，生活習性不明。